# فرانک کنگو
فرانک کنگو (به انگلیسی: Congolese franc) (به زبان بومی: franc congolais) با کد ایزوی CDF، یکای پول رایج در کشور جمهوری دموکراتیک کنگو است. مسئولیت کنترل این یکای پول برعهدهٔ بانک مرکزی کنگو قرار دارد.